# Rojo amanecer

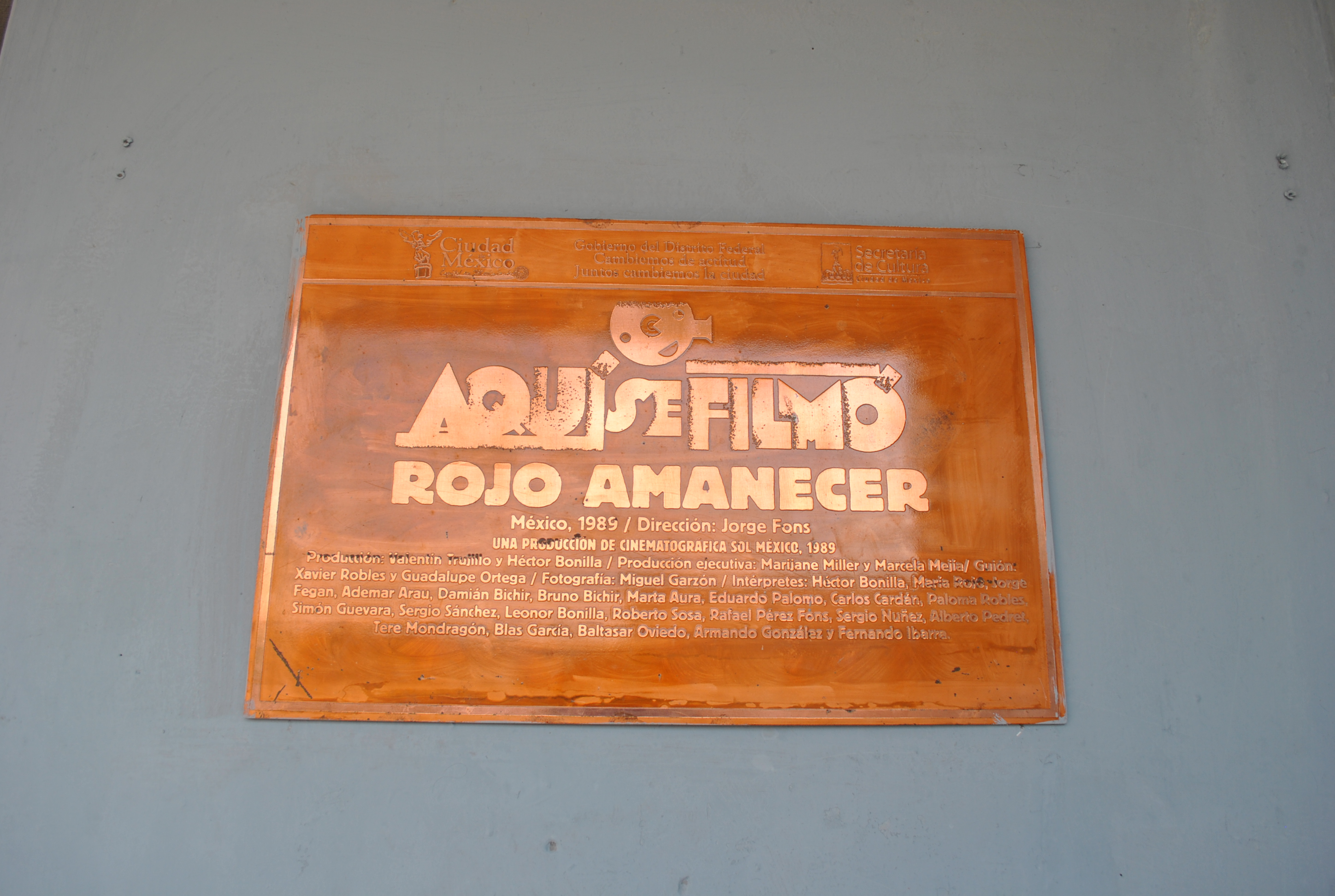

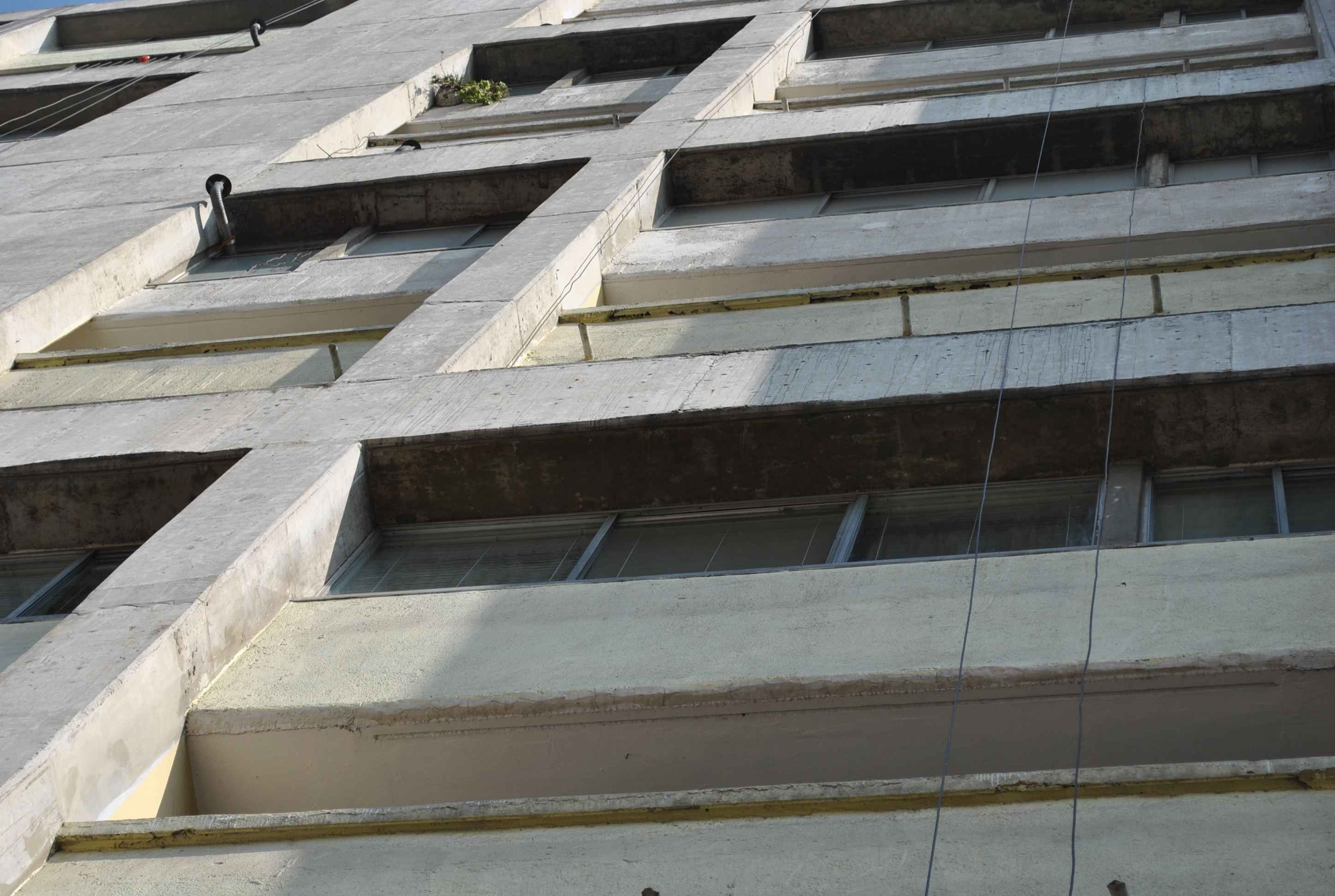

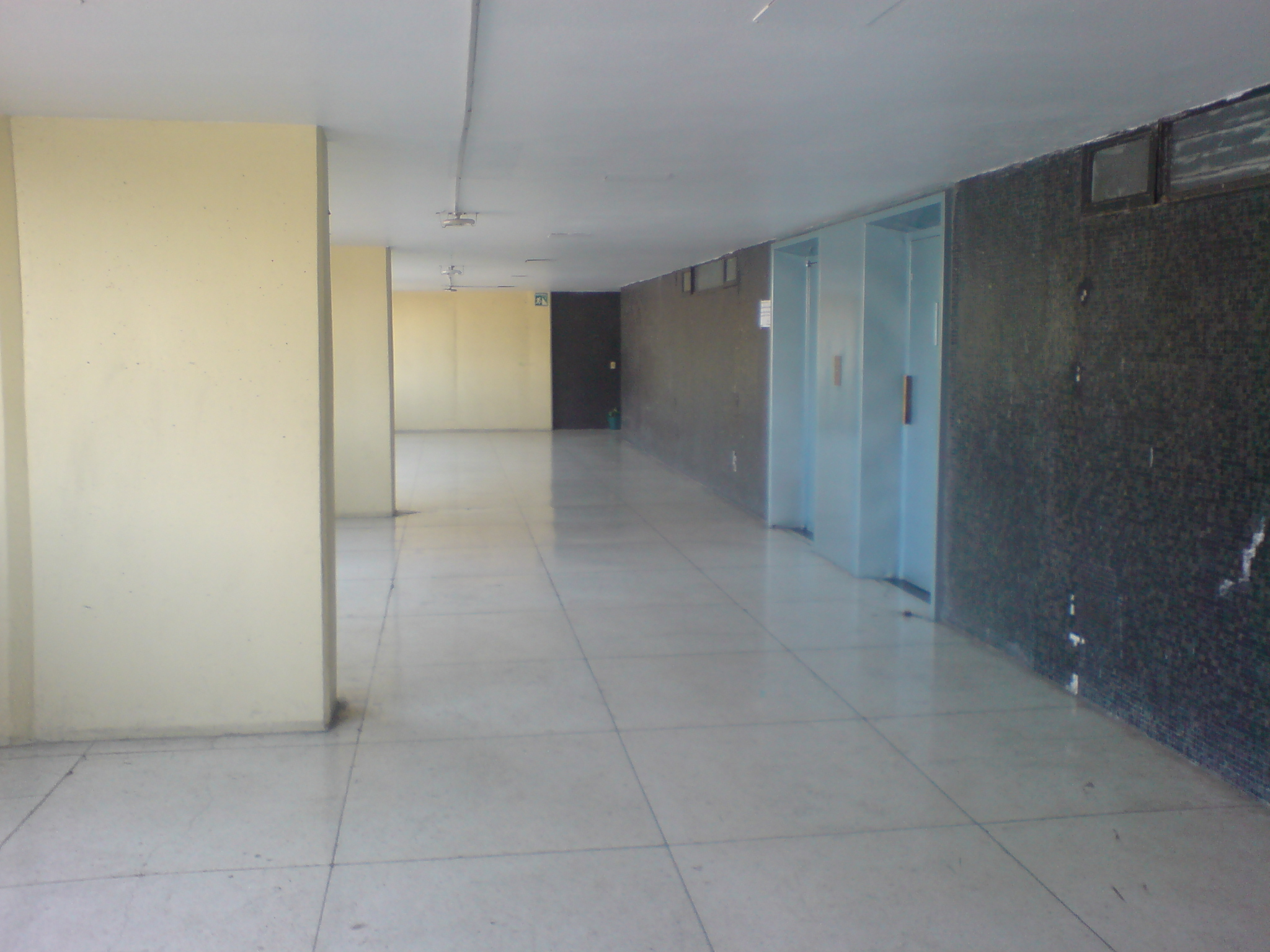

Rojo amanecer (Nederlands: Rode dageraad) is een Mexicaanse thriller-dramafilm uit 1989 onder regie van Jorge Fons. Het verhaal hiervan speelt zich af tijdens het bloedbad van Tlatelolco van 2 oktober 1968. De film was de eerste die deze gebeurtenissen aan de kaak stelde. Rojo amanecer won het Internationaal filmfestival van San Sebastian 1990 en negen Ariels, waaronder die voor beste film (de Gouden Ariel), beste regie, beste originele verhaal, beste scenario, beste acteur (Héctor Bonilla) en beste actrice (María Rojo).

## Verhaal
Tien dagen voor de Olympische Zomerspelen 1968 in eigen land begint een Mexicaanse middenklassefamilie in een appartementencomplex aan het Plein van de Drie Culturen in Tlatelolco (Mexico-Stad) aan een schijnbaar normale dag, die eindigt in een bloedbad.

## Rolverdeling
| Acteur         | Personage |
| -------------- | --------- |
| Héctor Bonilla | Humberto  |
| María Rojo     | Alicia    |
| Jorge Fegán    | Don Roque |
| Ademar Arau    | Carlos    |
| Demián Bichir  | Jorge     |
| Bruno Bichir   | Sergio    |
| Paloma Robles  | Graciela  |

## Trivia
- De acteurs die broers Jorge en Sergio spelen (Demián Bichir en Bruno Bichir), zijn in realiteit ook elkaars broers.